# Jean-Baptiste Bouchardon
Pour les articles homonymes, voir Bouchardon.
Jean-Baptiste Bouchardon, né le 16 mai 1667 à Saint-Didier-en-Velay (Haute-Loire), et mort le 15 janvier 1742 à Chaumont (Haute-Marne), est un architecte et sculpteur français.

## Biographie

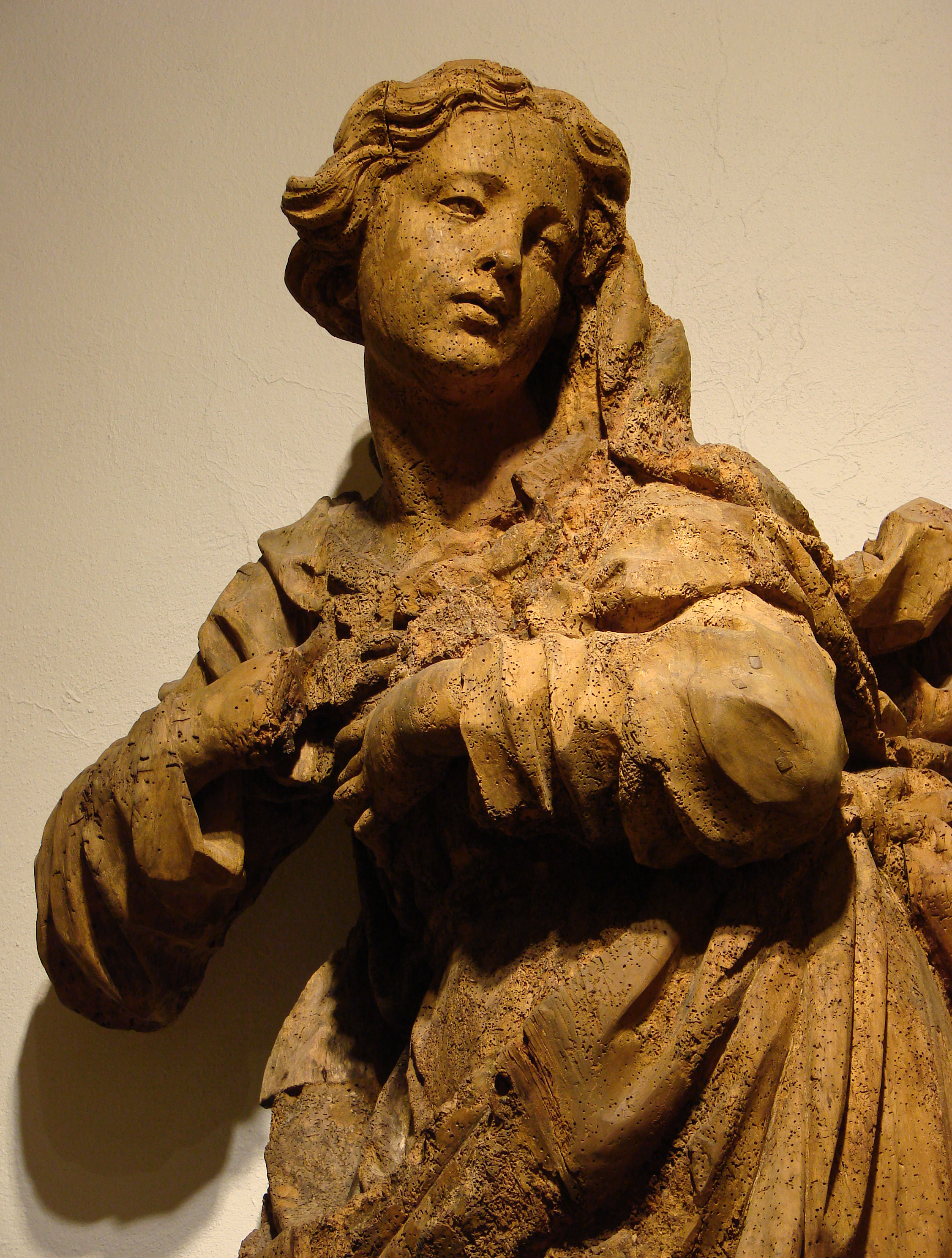
Vierge de l'Assomption, détail, Chaumont, musée d'art et d'histoire.

Jean-Baptiste Bouchardon est le fils du marchand Anthoine Bouchardon et de son épouse Gabrielle Trinquet.
Son père avait une bonne situation dans le Velay comme le montrait les parrain et marraine de Jean-Baptiste Bouchardon. On ne sait pourquoi il a quitté le Velay et comment il a appris le métier de sculpteur. Alphonse Roserot suppose que son père s'était opposé au souhait de son fils et qu'il a dû quitter le Velay pour satisfaire son désir, mais Henry Ronot indique dans son livre qu'il s'est formé à l'École des beaux-arts de Lyon.

### Jean-Baptiste Bouchardon à Chaumont
Le 29 octobre 1692, il épouse Anne Cheré (morte en juillet 1737) à Chaumont-en-Bassigny, fille de Joachim Cheré (1641-1708), maître cordonnier, et Anne Jacquin (..-1712). Guiète Cheré, frère d'Anne Chéré, était sculpteur à Chaumont.
Il a dû arriver quelques années avant 1692 à Chaumont-en-Bassigny pour s'y établir suffisamment pour s'y marier. Il ne subsiste aucun document pour préciser cette date. Alphonse Roserot propose la date de 1690. Les jeunes époux se sont établis dans une maison qui leur a été donnée et où sont nés les seize enfants du couple. Parmi ceux-ci, trois furent sculpteurs : l'aîné, Edmé Bouchardon (1698-1762), Jacques-Philippe Bouchardon (1711- Stockholm 1753), qui fera carrière en Suède comme premier sculpteur du roi de Suède, et Jacquette Bouchardon qui reprendra l'atelier paternel.
Jacquette Bouchardon a travaillé jeune dans l'atelier de son père pour la dorure des retables, les bas-reliefs et les statues. Edmé Bouchardon a travaillé avec son père en 1715 au plus tôt, avant qu'il rejoigne l'atelier de Coustou le cadet en 1721. Jacques Bouchardon n'a commencé la sculpture auprès de son père qu'en 1726, mais a quitté l'atelier en 1730 pour se faire militaire, mais trois ans plus tard il demande le soutien de la famille pour se libérer de ce service. Son frère Edmé de retour de Rome le loge dans son appartement parisien de 1734 à 1737/1739. C'est probablement par l'intermédiaire du comte de Caylus, protecteur d'Edme, et d'Edme lui-même qui avait fait plusieurs voyages en Suède, que Jacques-Philippe Bouchardon a été recruté pour venir travailler en Suède à partir de 1741.
Dans une lettre du 31 juillet 1737, de Jean-Baptiste Bouchardon à son fils Edme à la mort de sa femme, il écrit que pendant longtemps ils ont été très pauvres.
Il est mort dans sa maison, rue Chaude, le 15 janvier 1742. Il avait fait son testament le 27 décembre 1741.

### Jean-Baptiste Bouchardon sculpteur sur bois
La première mention d'une de ses œuvres date de 1698 pour un tabernacle avec retable; en bois sculpté et doré, destiné à l'église de Saint-Urbain (Haute-Marne). Il a essentiellement réalisé des œuvres pour les églises dans la Marne, la Haute-Marne, l'Aube et la Côte-d'Or en bois sculpté : Roôcourt-la-Côte (1717-1719) payé 312 livres, Saint-Urbain (1697), payé 400 livres, Reclancourt (1735-1738) payé 600 livres, Ceffonds (1733) payé 1 200 livres, Cirfontaines-en-Azois (1734), 700 livres, Mussey (vers 1703), 1 000 livres, Landreville (1716), 1 000 livres, Neuville-sur-Seine (1729), 1 150 livres, l'église Saint-Pierre de Bar-sur-Aube (1733-1736), 1 500 livres, déplacé à l'église Saint-Maclou. Vers 1700, il a réalisé le banc d'œuvre, la chaire à prêcher et l'ancien maître-autel de la basilique Saint-Jean-Baptiste de Chaumont.
Jean-Baptiste Bouchardon a fait des copies en bois de deux statues de son fils pour l'église Saint-Sulpice de Paris : Christ appuyé sur la Croix et Vierge de douleur. Ces deux statues en bois avaient été réalisées par l'abbaye de Longuay (Haute-Marne) puis ont été déposées dans la basilique Saint-Jean-Baptiste de Chaumont. Elles étaient encore dans l'atelier de Jean-Baptiste Bouchardon à sa mort, mais dans l'abbaye de Longuay en 1744. Elles sont déposées dans le musée de Chaumont à la Révolution avant d'être placées dans l'église Saint-Jean-Baptiste.

### Sculptures en pierre
En 1703, il a sculpté en pierre de Tonnerre les statues de Saint Pierre et Saint Paul pour l'église de Ricey-Bas. Il avait sculpté, en 1709, le mausolée de Jean Lenet, abbé de Notre-Dame, dans la chapelle Sainte-Anne de l'église abbatiale, à Châtillon-sur-Seine, aujourd'hui disparu.
Si pour des raisons d'économies, Jean-Baptiste Bouchardon a souvent sculpté en bois, il a fait des sculptures en pierre pour l'autel de l'église du couvent des Ursulines de Chaumont, en 1712, dont on conserve le dessin. Les différents éléments existent mais ont été dispersés dans différents édifices. L'ensemble a été payé 13 400 livres.
Entre 1716 et 1720, il a réalisé avec son fils Edmé, les sculptures du portail de l'église abbatiale Saint-Étienne de Dijon. Les sculptures ont disparu de l'église et le bas-relief du Martyre de Saint-Étienne a été déplacé au-dessus du portail de la cathédrale Saint-Bénigne.
À Dijon, il a aussi passé un contrat en 1718 avec les Ursulines pour deux autels de bois de chêne pour deux nouvelles chapelles de leur église. Le contrat a aussi été signé par François Dussaussoy, « maistre sculpteur à Dijon », qui avait été un ouvrier de Bouchardon. Bouchardon s'est engagé à sculpter en pierre les représentations de saint Augustin et saint Joseph. Il a aussi exécuté deux médaillons. Ce travail a été payé en 1725.
En 1719, il a réalisé les mausolées du conseiller Jehannin se trouvant dans l'église Saint-Michel de Dijon. En 1721, il a passé le contrat du mausolée du marquis de Rennepont pour l'église de Roches-sur-Rognon, disparu.
Entre 1732 et 1737, il y a un échange de 16 lettres entre Bouchardon et le marquis d'Orménans concernant des statues et des bustes que le marquis avait commandé au sculpteur pour son château de Loulans (Haute-Saône). Le marquis se plaint de la lenteur de réalisation et de la qualité des pierres. Bouchardon lassé des plaintes du marquis a essayé de faire annuler ce contrat. Mais les statues placées en extérieur n'ont pas résisté au gel. Les deux dernières statues sont livrées en 1745 au marquis par Jacquette Bouchardon.
Pour Joseph-Bernard Soyrot (1650-1730), il avait exécuté des bustes placées sur des consoles de sa maison de Châtillon-sur-Seine. Ces bustes ont disparu.

### Jean-Baptiste Bouchardon architecte
Dès 1700, Jean-Baptiste Bouchardon avait pris le titre d'architecte. Il est cité en 1718 comme architecte de la ville et semble l'être resté jusqu'à sa mort. Son successeur, Claude Legros, n'est cité pour la première fois que le 13 avril 1742. Il a modifié un des côtés de la place de l'hôtel de ville. Il a le plus souvent fait des réparations et ses ouvrages sont mineurs : porche de l'église abbatiale Notre-Dame de Châtillon-sur-Seine, en 1708, porte d'entrée de l'abbaye du Val-des-Écoliers, en 1713, loge en portique, sorte de serre, du château de Chamarandes, près de Chaumont, en 1736.
En 1734, il a dessiné un projet de place royale dite « du Triomphe de la Paix » composée de deux ceintures de bâtiments concentriques, celle située à l'intérieur est quadrilobée, l'autre, extérieure, est polygonale et abrite un centre économique, commercial et fiscal. Ce type de projet est original et devait être destiné à Paris, pour permettre d'accueillir les hôtels administratifs des fermiers généraux.

## Collections publiques
- Chaumont, musée d'art et d'histoire :
  - Projet d'élévation de la façade d'un hôpital et d'une manufacture, 1716, crayon et aquarelle
  - Projet pour le monument funéraire de Claude-François Gehannin, 1719, dessin
  - Plan du rez-de-chaussée de la maison de Monsieur Mongin d'Albigny, prévôt de Chaumont, 1731, dessin
  - Projet d'une chaire à prêcher, 1733, dessin
  - Vierge de l'Assomption, bois
- Chaumont, chapelle des Jésuites : haut-relief
- Dijon, musée des beaux-arts de Dijon :
  - Projet pour la façade de l' église Saint-Étienne de Dijon, 1716, plume et lavis d'encre de Chine sur papier
  - Projet de plan et élévation pour la façade de l'église Saint-Étienne de Dijon, 1717, plume et lavis gris sur papier
  - Projet de piédestal pour la statue équestre de Louis XIV sur la place royale de Dijon, 1724, plume et lavis gris sur papier
- Dijon, musée d'art sacré de Dijon : une sculpture.

## Élèves
- Edmé Bouchardon
- Jacques-Philippe Bouchardon
- Jacquette Bouchardon

## Expositions
- 2006 : Autour de Jean-Baptiste Bouchardon : l'atelier d'un sculpteur au XVIIIe siècle, avec conférence par M. Leroy et sur les retables de J.B. Bouchardon, par Mme Sonrier, à Joinville (Haute-Marne)

## Famille
Du mariage de Jean-Baptiste Bouchardon et d'Anne Chéré sont nés :
- Jacquette Bouchardon, née le 29 septembre 1694, morte le 16 juin 1756, non mariée ;
- Marguerite Bouchardon, née le 4 novembre 1696, morte en bas âge ;
- Edmé Bouchardon, né le 29 mai 1698, mort le 27 juillet 1762 à Paris ;
- Arnoult Bouchardon, né le 7 août 1699, mort en Hollande ;
- Jean-François Bouchardon, né le 22 octobre 1700, mort en bas âge ;
- Anne Bouchardon, née le 22 septembre 1702, morte le 1er avril 1719 ;
- Jean-Baptiste Bouchardon, né le 12 avril 1705, militaire ;
- Joseph-Antoine Bouchardon, né le 11 avril 1706, mort le 20 septembre 1720, à Ortes, Hollande ;
- Nicolas Bouchardon, né le 7 juillet 1707, mort jeune ;
- Marie ou Anne-Marie, née le 17 juillet 1708, atteinte d'aliénation mentale et enfermée dans un couvent, morte le 27 décembre 1787 ;
- André Bouchardon, né le 7 novembre 1709, mort jeune ;
- Jacques-Philippe Bouchardon, né le 1er mai 1711, premier sculpteur du roi de Suède, mort à Stockholm le 19 décembre 1753 ;
- Marie-Anne ou Marianne Bouchardon, née le 9 avril 1712, morte jeune ;
- Nicole-Catherine Bouchardon, née le 22 octobre 1713, mariée à Hugues I Voillemier le 24 octobre 1741, morte le 20 octobre 1749. De ce mariage sont nés les seuls descendants de la famille Bouchardon ;
- Marie-Thérèse Bouchardon, née le 23 septembre 1715, mariée à François Girard en 1742, morte le 1er février 1783. Deux enfants sont nés, mais sans postérité ;
- Anne-Marie Bouchardon, née le 26 juillet 1720, morte jeune.